# 安德烈·费夫雷
安德烈·费夫雷（法語：André Fevret，1941年10月24日—2006年7月2日），法国男子赛艇运动员。他曾代表法国参加世界赛艇锦标赛，获得一枚银牌。他也曾参加1964年夏季奥林匹克运动会。